# Mike Grubbs
Mike Grubbs (de son vrai nom Michael Grubbs) est un compositeur, chanteur et pianiste né en Virginie, aux USA. Il est le leader du groupe de rock alternatif Wakey!Wakey!, qu'il a fondé en 2006. Il se fait connaître au grand public en obtenant un rôle secondaire dans la saison 7 de la série Les Frères Scott.

## Biographie
Mike Grubbs fait des études de théâtre à l'Université mais c'est à la musique qu'il se destine. En effet, autodidacte, il est bercé depuis son enfance par ses influences musicales (Billy Joel, Elton John, Gershwin, ...). À l'âge adulte il emménage à New York et commence à jouer et chanter dans les bars. C'est ainsi qu'il crée le groupe Wakey!Wakey! en 2006 et leur premier album intitulé Silent as a Movie sort en 2007. Ils sortent leur deuxième album l'année suivante, il s'intitule Wakey!Wakey! Wednesdays.
En 2009, il rejoint le casting de la série Les Frères Scott durant la saison 7, ce qui lui permet de révéler son groupe au grand public. En effet, des chansons du groupe sont reprises dans certains épisodes. Un de leurs derniers albums (Almost Everything I Wish I'd Said the Last Time I Saw You) est même utilisé en tant que titre du dernier épisode de la saison 7.

## Filmographie

### Télévision
- 2009-2010 : Les Frères Scott (One Tree Hill) (Série TV) : Grubbs (Voix VF : Boris Rehlinger)